# The Mysterious Warning
Le Mystérieux Avertissement
The Mysterious Warning: A German Tale (littéralement : Le Mystérieux Avertissement, conte allemand) est un roman gothique d'Eliza Parsons, publié en 1795 par Minerva Press.
Le roman fait partie des « sept romans abominables » dont la liste est dressée par Isabella Thorpe à l'attention de son amie Catherine Morland, dans le roman de Jane Austen, Northanger Abbey. Le spécialiste moderne de la question, Michael Sadleir, a fait admettre en 1927 par la communauté littéraire que la liste de romans ainsi établie correspondait bien en totalité à des romans gothiques qui avaient effectivement été publiés à l'époque de Jane Austen. 

## Résumé
Le testament du bon comte Renaud, qui vient de mourir, a désigné son fils Rhodophil pour être son héritier. En effet, le comte a voulu ainsi déshérité son autre fils, Ferdinand, pour avoir osé contracté mariage sans son assentiment. Cependant, Rhodophil promet de partager sa fortune avec son jeune frère et sa femme Claudina. Mais Rhodophil, l'héritier de son père, n'est qu'un dégénéré, et une voix mystérieuse, tout droit sortie de la tombe, avertit Ferdinand d'avoir à fuir son frère, lui et sa femme, s'ils veulent éviter le péché et la mort. 
Prenant l'avertissement au sérieux, Ferdinand s'en va loin de son frère. Au cours de ses pérégrinations, il découvre un château en ruine où se trouve emprisonné le porteur d'un horrible secret. Plus tard, fait prisonnier par l'armée turque, il est confronté à un monstre de dépravation, en la personne de Fatima. Il lui faudra ensuite retourner au château de la famille, pour y résoudre le secret de la voix mystérieuse, et découvrir l'épouvantable vérité sur sa femme et son frère. 

## Rééditions
L'ouvrage a fréquemment été réédité, puisque sa quatrième édition date de 1796, qu'il a été réédité également en 1824, pour être redécouvert et publié en 1968 par the Folio Society lors de la réédition des « sept romans abominables » sous le titre The Northanger Set of Jane Austen Horrid Novels. Enfin, une réédition a été faite par Valencourt Books en 2007, sur la base de la quatrième édition de 1796.